# Flot
Flot (fr., czyt. flo) – rozetka ze wstążek przypinana do końskiego ogłowia po skończonych zawodach. Przepisy stanowią, że jeśli nie można nagrodzić wszystkich, to udekorowana powinna być grupa najlepszych, stanowiąca przynajmniej jedną czwartą wszystkich uczestników.